# Maicon (ur. 1990)
Maicon, właśc. Maicon Marques Bitencourt (ur. 22 lutego 1990 w Duque de Caxias) – brazylijski piłkarz występujący na pozycji napastnika.
Maicon rozpoczął piłkarską karierę w Fluminense FC w 2008 roku. W tym samym roku dotarł z Fluminense do finału Copa Libertadores, w którym klub z Rio de Janeiro przegrał z ekwadorskim LDU Quito. Maicon nie zagrał w żadnym z dwóch spotkań finałowych. W marcu 2010 roku przeszedł do Lokomotiwu Moskwa. Następnie grał w takich klubach jak: Antalyaspor, Clube Atlético Mineiro i Buriram United FC.